# Грабовий ліс (заказник)
Гра́бовий ліс — ландшафтний заказник місцевого значення в Україні. Розташований на території Вишгородського району Київської області, на околиці села Нові Петрівці.
Площа — 82,6 га, статус отриманий у 2020 році. Перебуває у віданні ДП «Київська лісова науководослідна станція» (Старопетрівське лісництво).
Статус присвоєно для збереження природного комплексу рослинних угрупувань прадавнього дубово-грабового неморального лісу, з цінними видами першоцвітів проліска дволистого, рясту ущільненого, фіалки запашної, медунки темної, анемона жовтецева, зірочки жовті та малі, рідкісний ряст порожнистий, хвощ зимуючий, а також занесена до Червоної книги України орхідея гніздівка звичайна. Поширені такі Червонокнижні тварини: мідянка звичайна, тхір чорний, махаон та кажани.

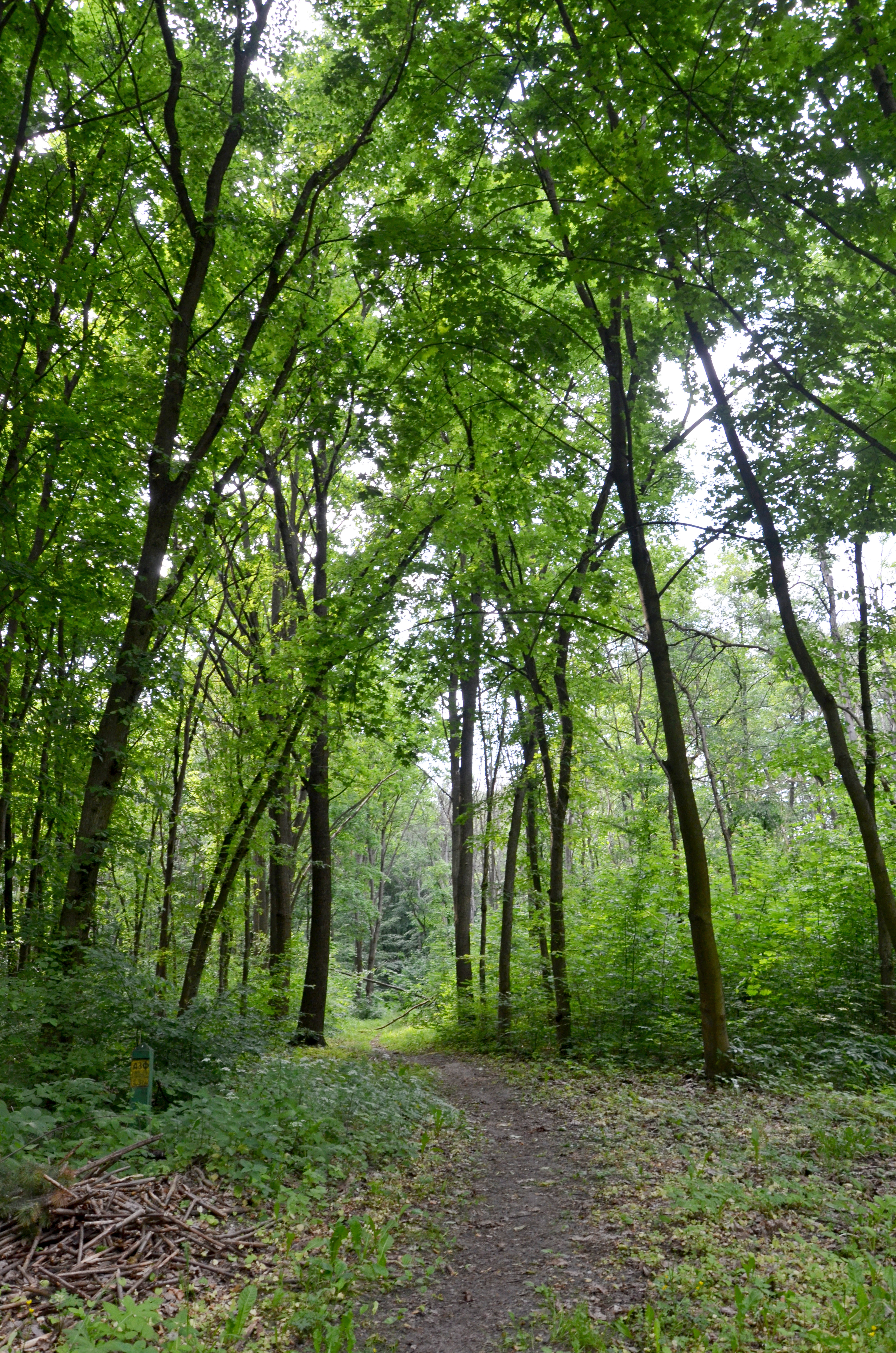
Грабовий ліс